# Ікот-Екпене
Ікот-Екпене (англ. Ikot Ekpene) — район місцевого управління і місто в Нігерії, у штаті Аква-Ібом. Розташоване в межиріччі Кросу та Імо, на автомагістралі A342  Аба — Уйо, пов'язане автомобільними дорогами з  Іту та Умуахією.
В Ікот-Екпене розвинене ремесло з виготовлення особливо цінних (поряд з виробами з Кано і Біда) плетених виробів з рафії. Виробляються особливо цінні (поряд із виробами з Ілоріном) гончарні посудини вигадливої форми. У Національному музеї в Лагосі зберігаються ритуальні маски Ікот-Екпене.
Район Ікот-Екпене населяють аннанг і північні ібібіо, або еньйонг (нкалу та окун).
У ході громадянської війни в Нігерії місто увійшло до складу самопроголошеної держави Біафра, в ході операції «ТАУ» восени 1968 було захоплене після запеклих боїв 3-ю дивізією  командос морської піхоти Нігерії під командуванням генерала Бенджаміна Адекунле , що наступала з Калабару.

## Клімат
Місто знаходиться у зоні, котра характеризується мусонним кліматом. Найтепліший місяць — лютий із середньою температурою 27,6 °C (81,7 °F). Найхолодніший місяць — липень, із середньою температурою 25 °C (77 °F).
| Клімат Ікот-Екпене      | Клімат Ікот-Екпене | Клімат Ікот-Екпене | Клімат Ікот-Екпене | Клімат Ікот-Екпене | Клімат Ікот-Екпене | Клімат Ікот-Екпене | Клімат Ікот-Екпене | Клімат Ікот-Екпене | Клімат Ікот-Екпене | Клімат Ікот-Екпене | Клімат Ікот-Екпене | Клімат Ікот-Екпене | Клімат Ікот-Екпене |
| Показник                | Січ.               | Лют.               | Бер.               | Квіт.              | Трав.              | Черв.              | Лип.               | Серп.              | Вер.               | Жовт.              | Лист.              | Груд.              | Рік                |
| Середній максимум, °C   | 31,8               | 33,2               | 32,6               | 32,2               | 30,8               | 29,7               | 28,4               | 28,2               | 29                 | 29,8               | 31                 | 31,3               | 30,7               |
| Середня температура, °C | 26,1               | 27,6               | 27,6               | 27,3               | 26,6               | 25,8               | 25                 | 25                 | 25,3               | 25,8               | 26,2               | 25,9               | 26,2               |
| Середній мінімум, °C    | 20,7               | 22,2               | 22,8               | 22,9               | 22,4               | 22,2               | 21,9               | 21,8               | 21,8               | 21,9               | 21,9               | 20,7               | 21,9               |
| Норма опадів, мм        | 23.6               | 47.5               | 125.7              | 186.7              | 253.3              | 333.1              | 377.4              | 321.3              | 372.2              | 275.4              | 100.2              | 24.9               | 2441.3             |
| Днів з опадами          | 2,5                | 4,3                | 9                  | 12,5               | 15,8               | 18,1               | 20,8               | 21,4               | 22,1               | 17,6               | 6,3                | 2,4                | 152,8              |
| Вологість повітря, %    | 73.4               | 73.5               | 76.6               | 79.9               | 82.5               | 84.3               | 85.7               | 85.6               | 84.6               | 84.4               | 83                 | 77.4               | 80.9               |
| ----------------------- | ------------------ | ------------------ | ------------------ | ------------------ | ------------------ | ------------------ | ------------------ | ------------------ | ------------------ | ------------------ | ------------------ | ------------------ | ------------------ |
| Джерело: Weatherbase    |                    |                    |                    |                    |                    |                    |                    |                    |                    |                    |                    |                    |                    |